# Placówka Kontrolna Małego Ruchu Granicznego Winiarczykówka
Przejściowy Punkt Kontrolny Małego Ruchu Granicznego Winiarczykówka – nieistniejący obecnie pododdział Wojsk Ochrony Pogranicza wykonujący kontrolę graniczną osób, towarów i środków transportu bezpośrednio w przejściu granicznym na granicy polsko-czechosłowackiej.

## Formowanie i zmiany organizacyjne
Na południowej granicy uruchomiono 16 przejściowych punktów kontrolnych małego ruchu granicznego. Do końca 1948 ich liczba wzrosła do 19. Było to związane przede wszystkim z koniecznością umożliwienia ludności z Czechosłowacji i Polski mającej pola po obu stronach granicy, dokonywania ich uprawy.
Przejściowy Punkt Kontrolny Małego Ruchu Granicznego Winiarczykówka (PPK MRG Winiarczykówka) został utworzony w 1947 w składzie Krakowskiego Oddziału Wojsk Ochrony Pogranicza nr 9 według etatu nr 7/34 i podlegał komendantowi 192 strażnicy WOP Winiarczykówka.
W 1948 pododdział przekazany został do Ministerstwa Bezpieczeństwa Publicznego.
W 1950, będąc w składzie w składzie 3 Brygady WOP graniczna placówka kontrolna przeformowana została na etat 097/1.
W 1952 włączona została w etat 3 Brygady WOP nr 352/1.

## Ochrona granicy

### Podległe przejście graniczne
- Winiarczykówka-Bobrov.